# Fairlop (stanice metra v Londýně)
Fairlop je stanice metra v Londýně, otevřená 1. května 1903. Nejbližší autobusové zastávky jsou: Fullwell Cross, Aintree Crescent a Tomswood Hill. Stanice se nachází v přepravní zóně 4 a leží na lince:
- Central Line mezi stanicemi Barkingside a Hainault.

| Rok  | Počet cestujících |
| ---- | ----------------- |
| 2011 | 0,92 mil.         |
| 2012 | 0,91 mil.         |
| 2013 | 0,97 mil.         |
| 2014 | 1,09 mil.         |